# Lispocephala fusciseta
Lispocephala fusciseta är en tvåvingeart som beskrevs av Malloch 1928. Lispocephala fusciseta ingår i släktet Lispocephala och familjen husflugor. Inga underarter finns listade i Catalogue of Life.